# We Walk the Line: A Celebration of the Music of Johnny Cash
We Walk The Line: A Celebration of the Music of Johnny Cash è un album di tributo dal vivo dedicato all'artista statunitense country, Johnny Cash. L'album contiene diverse reinterpretazioni di canzoni da lui composte o interpretate sotto l'etichetta discografica American Recordings. Al concerto di commemorazione hanno prestato la voce artisti di una grande varietà di generi musicali accompagnati da una band d'eccezione: il produttore, direttore musicale, nonché vincitore di un Grammy Award, Don Was; il cantautore e musicista country Buddy Miller; il batterista Kenny Aronoff; il tastierista Ian McLagan; il polistrumentista Greg Leisz. I ricavati delle vendite dei biglietti e dell'album sono stati destinati alla "Charley's Fund", un'organizzazione no profit creata allo scopo di trovare una cura per la distrofia di Duchenne.

## Tracce

### CD
1. Folsom Prison Blues (Brandi Carlile) – 3:52 (J. Cash)
2. Ring of Fire (Ronnie Dunn) – 3:15 (J. Cash, M. Kilgore)
3. Hey Porter (Buddy Miller) – 3:07 (J. Cash)
4. Hurt (Lucinda Williams) – 4:00 (T. Reznor)
5. Wreck of the Old 97 (Rhett Miller) – 2:36 (B. Johnson, N. Blake)
6. Jackson (Carolina Chocolate Drops) – 3:31 (G. Rodgers, B. Wheeler)
7. The Long Black Veil (Iron & Wine) – 2:53 (M. Wilkin, D. Dill)
8. Big River (Kris Kristofferson) – 2:31 (J. Cash)
9. Why Me Lord (Shelby Lynne) – 3:10 (K. Kristofferson)
10. Help Me Make It Through the Night (Pat Monahan) – 3:51 (K. Kristofferson)
11. It Ain't Me Babe (Shelby Lynne & Pat Monahan) – 3:46 (B. Dylan)
12. Sunday Mornin' Comin' Down (Kris Kristofferson & Jamey Johnson) – 4:42 (K. Kristofferson)
13. Get Rhythm (Andy Grammer) – 2:50 (J. Cash)
14. Cocaine Blues (Shooter Jennings & Amy Nelson) – 2:43 (T. J. Arnall)
15. I'm So Lonesome I Could Cry (Amy Lee) – 3:15 (H. Williams)
16. Cry, Cry, Cry (Sheryl Crow) – 2:42 (J. Cash)
17. I Still Miss Someone (Willie Nelson) – 2:45 (J. Cash, R. Cash, Jr.)
18. If I Were a Carpenter (Sheryl Crow & Willie Nelson) – 3:07 (T. Hardin)
19. Highwayman (Willie Nelson, Kris Kristofferson, Shooter Jennings, & Jamey Johnson) – 3:07 (J. Webb)
20. I Walk the Line (Full Ensemble) – 2:29 (J. Cash)

### DVD
Il video del concerto in sé ha un ordine diverso da quello che viene presentato nel CD e contiene le introduzioni alle band e alle canzoni di Matthew McConaughey.
Tra i contenuti bonus si annoverano: un'esibizione di prova della traccia I Still Miss Someone interpretata da Willie Nelson, un'esecuzione di The Man Comes Around ad opera di McConaughey, un breve documentario intitolato Johnny Cash, His Life and Music (contenente interviste fatte ai partecipanti all'evento) e Walk the Line: The Making of a Celebration, un dietro le quinte che mostra come il concerto è stato concepito.

## Classifiche
| Classifica (2012)               | Posizione massima |
| ------------------------------- | ----------------- |
| US Billboard 200                | 200               |
| US Billboard Top Country Albums | 38                |